# Alfred Hermann Fried
Alfred Hermann Fried, avstrijski pacifist, novinar in pisatelj judovskega rodu, nobelovec, * 11. november 1864, Dunaj, Avstro-Ogrska, † 5. maj 1921, Dunaj.
Je začetnik nemškega mirovnega gibanja. S Tobiasom Asserjem je leta 1911 prejel Nobelovo nagrado za mir.

## Življenje
Fried je pri petnajstih letih pustil šolo in pričel z delom v knjigarni. Leta 1883 se je preselil v Berlin, kjer je že leta 1887 odprl svojo lastno knjigarno. Kot odmev in v podporo izdaji Berthe von Suttner Die Waffen nieder! (Položite orožje) sta leta 1889 on in von Suttnerjeva pričela leta 1892 izdajati revijo z istim imenom. Velik pomen sta dala razlagam in dejavnostim, ki bi omogočale daljnoročni mir.
Leta 1892 je bil soustanovitelj Nemškega mirovnega društva. Šteje za enega od idejnih očetov sodobne organizacije, ki bi zagotavljala svetovni mir, torej organizacije, kakršni sta Liga narodov ali Organizacija združenih narodov.
Fried je bil tudi pomemben član gibanja za jezik esperanto. Leta 1903 je izdal tudi učbenik tega jezika. Leta 1911 je bil nagrajen za svoje mirovniško delo z Nobelovo nagrado za mir. Med prvo svetovno vojno se je preselil v Švico, umrl pa je na Dunaju leta 1921.

## Dela
- Das Abrüstungs-Problem: Eine Untersuchung. Berlin, Gutman, 1904.
- Abschied von Wien[5]
- Nemški cesar in mir na svetu. London, Hodder & Stoughton, 1912.
- Die Grundlagen des revolutionären Pacifismus. Tübingen, Mohr, 1908. Prevedel v francoščino Jean Lagorgette kot Les Bases du pacifisme: Le Pacifisme réformiste et le pacifisme »révolutionnaire«. Paris, Pedone, 1909.
- Handbuch der Friedensbewegung. (Handbook of the Peace Movement) Wien, Oesterreichische Friedensgesellschaft, 1905. druga izdaja, Leipzig, Verlag der »Friedens-Warte«, 1911.
- Mednarodno sodelovanje, [1918].
- Das internationale Leben der Gegenwart. Leipzig, Teubner, 1908.
- »The League of Nations: An Ethical Institution«, Living Age, 306 (21. avgust 1920): 440–443.
- Mein Kriegstagebuch. (My War Journal) 4 Bde. Zürich, Rascher, 1918–1920.
- Pan-Amerika. Zürich, Orell-Füssli, 1910.
- Obnova Evrope, 1916.
- Der Weltprotest gegen den versailler Frieden. Leipzig, Verlag der Neue Geist, 1920.
- Die zweite Haager Konferenz: Ihre Arbeiten, ihre Ergebnisse, und ihre Bedeutung. Leipzig, Nachfolger [1908].